# Lewis McGugan
Lewis McGugan, född 25 oktober 1988 i Long Eaton, är en engelsk före detta fotbollsspelare (mittfältare) som bland annat spelade för Nottingham Forest, Watford och Sheffield Wednesday.